# Chucky

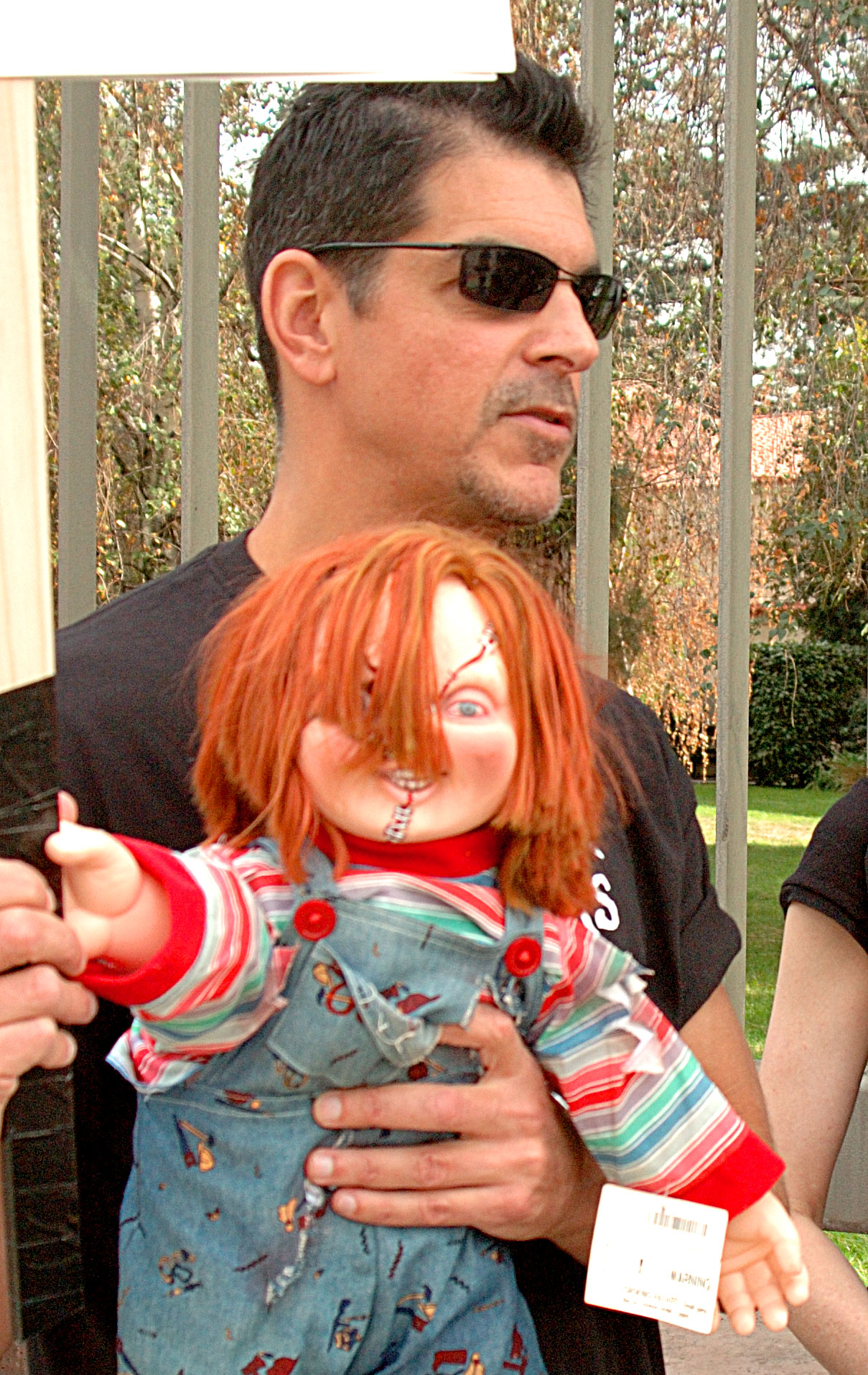
Drehbuchautor Don Mancini mit einer Chucky-Puppe

Chucky ist eine Horrorkomödien-Reihe, die seit 1988 sechs Fortsetzungen nach sich zog. Die titelgebende Hauptfigur ist eine Kinderpuppe, in die der Serienmörder Charles Lee Ray seine Seele mittels Voodoo-Magie übertragen hatte, während er im Sterben lag. In der Rolle des Mörders ist der Oscar-nominierte Brad Dourif, er leiht der Puppe in allen Teilen seine Stimme und verkörpert in einigen Teilen der Reihe auch das menschliche Ich von Chucky. Der Schöpfer der Reihe ist Don Mancini, der zu allen Teilen das Drehbuch schrieb und beim fünften und sechsten Teil dazu auch die Regie übernahm.

## Hintergrund
Auf die Idee, einen Film über eine mörderische Puppe zu drehen, die zum Leben erwacht, kam Regisseur Tom Holland durch den Horrorfilm Poltergeist von Regisseur Tobe Hooper von 1982, in dem ein Spielzeugclown einen kleinen Jungen in seinem Kinderzimmer angreift. Die Reihe machte während der ersten Teile eine starke Entwicklung durch. So ist vor allem der erste Teil der Reihe noch übermäßig mit Horrorelementen ausgestattet, während der vierte und fünfte Teil der Reihe stark in eine Komödie überlaufen und satirische Elemente beinhalten. Da diese Entwicklung vor allem in der Fangemeinde der Reihe Kritik hervorrief, entschied sich Mancini dazu, im sechsten Teil, Curse of Chucky, die Reihe wieder in die ursprünglichere Schiene zurückzuführen. Während die ersten fünf Teile in den Kinos zu sehen waren, wurde Curse of Chucky direkt auf DVD veröffentlicht. Im Oktober 2017 erschien der Film Cult of Chucky.
Die Chucky-Filmreihe zählt, ebenso wie die Halloween- oder Nightmare-on-Elm-Street-Filmreihe, zu den beliebtesten Horrorfilmreihen. Im vierten Teil der Chucky-Reihe, Chucky und seine Braut, gibt es dazu eine kleine Anspielung, in der man am Anfang des Filmes in einer Szene die Maske von Michael Myers (Halloween) sowie den Handschuh von Freddy Krueger (Nightmare on Elm Street) und die Maske von Jason Voorhees (Freitag der 13.) zu sehen bekommt.
2019 wurde mit Child's Play eine Neuinterpretation der Reihe gestartet, bei der Schöpfer Don Mancini nicht involviert gewesen ist. Mancini arbeitet derweil an einer weiteren Fortsetzung der Originalreihe, beginnend mit der Fernsehserie Chucky, die seit Oktober 2021 erscheint.

## Übersicht
| Jahr | Film                                     | Regie         | Drehbuch                           | Produzenten                         |
| ---- | ---------------------------------------- | ------------- | ---------------------------------- | ----------------------------------- |
| 1988 | Chucky – Die Mörderpuppe                 | Tom Holland   | Don Mancini John Lafia Tom Holland | David Kirschner                     |
| 1990 | Chucky 2 – Die Mörderpuppe ist wieder da | John Lafia    | Don Mancini                        | David Kirschner                     |
| 1991 | Chucky 3                                 | Jack Bender   | Don Mancini                        | David Kirschner Robert Latham Brown |
| 1998 | Chucky und seine Braut                   | Ronny Yu      | Don Mancini                        | David Kirschner Grace Gilroy        |
| 2004 | Chuckys Baby                             | Don Mancini   | Don Mancini                        | David Kirschner Corey Sienega       |
| 2013 | Curse of Chucky                          | Don Mancini   | Don Mancini                        | David Kirschner Don Mancini         |
| 2017 | Cult of Chucky                           | Don Mancini   | Don Mancini                        | David Kirschner Ogden Gavanski      |
| 2019 | Child's Play                             | Lars Klevberg | Tyler Burton Smith                 | David Katzenberg Seth Grahame-Smith |

## Filme

### Chucky – Die Mörderpuppe
Der Serienkiller Charles Lee Ray wird bei der Flucht von dem Polizisten Mike angeschossen und flüchtet schwerst verletzt in einen Spielzeugladen. Doch er denkt nicht daran zu sterben, sondern will weiter morden. So vollzieht er ein magisches Voodoo-Ritual, das ein Gewitter mit Blitz und Donner heraufbeschwört, den Laden zerstört und ihn scheinbar tötet.
Der kleine Andy Barclay erhält zu seinem sechsten Geburtstag eine „Good-Guy“-Puppe von seiner Mutter. Er ahnt nicht, dass in dieser Puppe der Geist des Killers weiterlebt, den dieser kurz vor seinem gewaltsamen Tod in diese Puppe transferierte. Chucky beginnt schließlich als Puppe Morde zu begehen, für die der kleine Andy verantwortlich gemacht wird. Chucky setzt sich zum Ziel, Andys Körper zu übernehmen. Doch er wird von einem Polizisten, der den Fall untersucht, erschossen.

### Chucky 2 – Die Mörderpuppe ist wieder da
Zwei Jahre später kommt der kleine Andy in eine Pflegefamilie, weil seine Mutter auf Grund der Ereignisse des ersten Teils in eine Psychiatrie eingeliefert wird. Die Puppe Chucky wird zu neuem Leben erweckt und versucht erneut in Besitz von Andys Körper zu kommen, um so den Geist Charles Lee Rays in einen neuen Körper zu transferieren. Am Ende wird Chucky jedoch in heißem Plastik in einer Spielzeugfabrik erneut umgebracht.

### Chucky 3
Acht weitere Jahre später kommt Andy in eine Militäreinrichtung. Die Überreste Charles „Chucky“ Lee Rays werden zu einer neuen „Good-Guy“-Puppe zusammengesetzt und so erwacht der Geist des Serienkillers zu neuem Leben. Chucky macht Andy ausfindig und verschickt sich selbstständig an ihn. Andy schafft es, Chucky am Ende in einen Ventilator zu stoßen, der den Puppenkörper zerfetzt.

### Chucky und seine Braut
Sechs Monate nach diesen Ereignissen eignet sich Chuckys Freundin, Tiffany, die Überreste der Puppe an sich und näht sie wieder zusammen. Sie schafft es, ihn erneut zum Leben zu erwecken, wird aber daraufhin von ihm umgebracht. Chucky lässt die Seele seiner Freundin in eine weibliche Puppe überfahren und die beiden wollen nun menschliche Körper zurück. Am Ende töten sich Chucky und Tiffany jedoch gegenseitig.

### Chuckys Baby
Einige Zeit später sollen die Morde, in die Chucky und Tiffany verwickelt waren, verfilmt werden. Die beiden schaffen es erneut zum Leben, als die geschlechtslose Puppe Glen / Glenda sie für seine Eltern hält. Diese Puppe ist als Bauchrednerpuppe mit einem Betrüger unterwegs. Chucky und Tiffany wollen schließlich erneut menschliche Körper finden – auch für ihr Kind. Sie beschließen, die Schauspielerin Jennifer Tilly und Redman für ihre eigenen Körper zu nehmen und Tilly ein Baby austragen zu lassen. Tiffany schafft es am Ende tatsächlich in Tillys Körper überzugehen, während Chucky mit einer Axt in mehrere Teile zerstückelt wird.

### Curse of Chucky
Neun Jahre später wird Chucky einer gehbehinderten jungen Frau namens Nica Pierce ausgeliefert, die mit ihrer Mutter in einem alten Haus lebt. Chucky tötet ihre Mutter, die sich später als seine heimliche Liebe herausstellt, und beginnt fortan, ihre Familie zu terrorisieren.

### Cult of Chucky
Nica wurde für die Morde in eine Psychiatrie eingeliefert, in der vier Jahre später auch Chucky erscheint und die Patienten tötet. Er hat mittlerweile gelernt, wie er seine Seele aufteilen und in mehreren Wirte leben kann. So besetzt er mehrere Puppen und am Ende des Films auch Nica, die mit Tiffany weggeht.

## Remake und Serie
Am 9. Februar 2018 wurde bekannt, dass eine Serie rund um die Puppe Chucky in Arbeit ist, bei der es sich allerdings nicht um ein Reboot, sondern vielmehr um eine Fortsetzung der alten Geschichte handelt. Produzent David Kirschner gab zudem in einem Interview bekannt, dass neben der zunächst auf acht Folgen ausgelegten Serie, noch weitere Filme der Reihe folgen sollen. Die Fernsehserie Chucky erscheint seit dem 12. Oktober 2021 bei Syfy und USA Network.
Zudem wurde im Juli 2018 bekannt, dass MGM und die Produzenten David Katzenberg und Seth Grahame-Smith an einer Neuauflage des Franchise arbeiten. Das Drehbuch hierzu wurde bereits von Tyler Burton Smith verfasst, während der Norweger Lars Klevberg die Regie übernehmen soll. Die Neuauflage des Franchise soll jedoch unabhängig von der Fernsehserie stattfinden. Der Film Child's Play kam im Juni 2019 in die US-amerikanischen Kinos.
Die doppelte Auswertung des Franchise ist in diesem Fall nur dadurch möglich, dass die Rechtslage im Falle von Chucky nicht bei einer Firma allein liegt. Während Universal zwar die Heimkino- und die TV-Rechte besitzt, hat MGM scheinbar die Rechte für eine Kinoauswertung beibehalten können.

## Charaktere

### Besetzung
| Charakter             | Originalreihe   | Originalreihe     | Originalreihe               | Originalreihe                 | Originalreihe       | Originalreihe          | Originalreihe         | Neuverfilmung       | Fernsehen                      |
| Charakter             | Chucky (1988)   | Chucky 2 (1990)   | Chucky 3 (1991)             | Chucky und seine Braut (1998) | Chuckys Baby (2004) | Curse of Chucky (2013) | Cult of Chucky (2017) | Child's Play (2019) | Chucky (2021)                  |
| --------------------- | --------------- | ----------------- | --------------------------- | ----------------------------- | ------------------- | ---------------------- | --------------------- | ------------------- | ------------------------------ |
| ChuckyCharles Lee Ray | Brad Dourif     | Brad Dourif       | Brad Dourif                 | Brad Dourif                   | Brad Dourif         | Brad Dourif            | Brad Dourif           | Mark Hamill         | Brad DourifFiona Dourif 1      |
| Andy Barclay          | Alex Vincent    | Alex Vincent      | Justin WhalinAlex Vincent 2 |                               |                     | Alex Vincent           | Alex Vincent          | Gabriel Bateman     | Alex Vincent                   |
| Tiffany Valentine-Ray |                 |                   |                             | Jennifer Tilly                | Jennifer Tilly      | Jennifer Tilly         | Jennifer Tilly        |                     | Jennifer TillyBlaise Crocker 1 |
| Karen Barclay         | Catherine Hicks | Catherine Hicks 2 | Catherine Hicks 2           |                               |                     | Catherine Hicks 2      | Catherine Hicks 2     | Aubrey Plaza        |                                |
| Detective Mike Norris | Chris Sarandon  |                   |                             |                               |                     | Chris Sarandon 3       |                       | Brian Tyree Henry   |                                |
| Kyle                  |                 | Christine Elise   |                             |                               |                     | Christine Elise 2      | Christine Elise       |                     | Christine Elise                |
| Christopher Sullivan  |                 | Peter Haskell     | Peter Haskell               |                               |                     |                        |                       | Tim Matheson        |                                |
| GlenGlenda            |                 |                   |                             | Cameokein Darsteller          | Billy Boyd 4        |                        |                       |                     | Lachlan Watson                 |
| Nica Pierce           |                 |                   |                             |                               |                     | Fiona Dourif           | Fiona Dourif          |                     | Fiona Dourif                   |
| Alice Pierce          |                 |                   |                             |                               |                     | Summer H. Howell       | Summer H. Howell      |                     |                                |

### Chucky
In Curse of Chucky erfährt man das erste Mal genaueres über Charles Lee Rays Leben, bevor er zur Puppe wurde. Vor den Ereignissen des ersten Films lebt Charles Lee Ray ein Doppelleben als Serienmörder und Vorstadtbewohner. Er verliebt sich in die schwangere Sarah, die mit ihrem Ehemann und ihrer Tochter Barbie in der Nachbarschaft lebt. Als Barbies Vater ertrinkt, beginnt Charles zunehmend von Sarah und der Idee, den Platz ihres Ehemanns einzunehmen, besessen zu sein. Charles beginnt sogar, Sarah gegen ihren Willen festzuhalten. Als jedoch die Polizei eintrifft, fühlt sich Charles von Sarah betrogen, da sie die Polizei gerufen haben muss, und sticht ihr in ihren Babybauch, wodurch das Kind, Nica, verletzt wird und von Geburt an gelähmt ist. Kurz darauf flieht Charles vor der Polizei in einen Spielzeugladen, wo er verletzt wird und seine Seele in eine Spielzeugpuppe fahren lässt. Als Puppe Chucky kommt Charles zur Familie Barkley, wo er sein Vorhaben durchsetzen will, sich den Körper des jungen Andy anzueignen.
→ Siehe weitere Lebensgeschichte in den jeweiligen Hauptartikeln der Filme
In der Fernsehserie wird in Rückblicken Charles Lee Rays weiter beleuchtet, beginnend mit seiner Kindheit, in der er seine eigene Mutter tötet und in ein Pflegeheim kommt, zum ersten Kennenlernen mit Tiffany, deren Vergnügen an seinen Morden Grundlage ihrer Beziehung ist. Sie kaufen sich eine Wohnung und töten gemeinsam, doch als Tiffany entdeckt, dass er auch ohne sie tötet, ruft sie die Polizei, während er ausgegangen ist – so stellt sich heraus, dass es damals nicht Sarah war.

### Tiffany
Tiffany ist Chuckys Freundin zu Lebzeiten, es ist unbekannt, ob sie von seiner Obsession gegenüber der Nachbarin Sarah wusste. Sie ist – im Gegensatz zu Chucky – eine Mörderin, die stets Schuldgefühle für ihre Taten empfindet. Sie hoffte schon zu Lebzeiten, dass Chucky ihr einen Heiratsantrag machen würde und suchte zehn Jahre nach den Überresten ihres Freundes, bis sie diese in Chucky und seine Braut durch einen Polizisten bekommt. Sie wird von Chucky umgebracht, der daraufhin ihre Seele in eine andere Puppe überlaufen lässt. In Chuckys Baby schafft Tiffany es wieder, sich einen menschlichen Körper anzueignen. Im Körper von Jennifer Tilly verschickt Tiffany daraufhin eine restaurierte Chucky-Puppe zu seinen Opfern, u. a. zu Nica in Curse of Chucky und – nach über 20 Jahren – an den inzwischen erwachsenen Andy Barclay.

## Trivia
- 1990 erschien durch Innovation Publishing der erste Comic, der auf den Filmen basiert. In der dreiteiligen Reihe wurde Chucky 2 – Die Mörderpuppe ist wieder da adaptiert, ehe aufgrund des Erfolges dieser eine monatliche neue Story unter dem Titel Child’s Play: The Series als Comic herausgebracht wurde. 1992 wurde die Reihe nach fünf Bänden eingestellt, bevor noch drei weitere Bände erschienen, die auf dem dritten Film der Reihe basierten. In Deutschland wurden die Comics nie veröffentlicht.
- Für 2013 wurde das Handyspiel Chucky: Slash and Dash angekündigt – ein endloses Jump-’n’-Run-Spiel.[5] Das Spiel wurde am 1. November im App-Store veröffentlicht und war für Apple iPhone erhältlich. Eine Version für Android ist angekündigt.
- Im Film Chucky und seine Braut sagt Chucky, dass es mindestens drei oder vier Fortsetzungen bräuchte, um seine eigene und Tiffanys Geschichte zu erzählen. Tatsächlich stellte der Film selbst den vierten Teil der Reihe dar und wurde 2004, 2013 und 2017 um weitere Teile erweitert. Das Reboot von 2019 stellt dagegen keine Fortsetzung dar, sondern ist unabhängig von der Handlung der anderen Filme.
- Chuckys richtiger Name Charles Lee Ray leitet sich ab von drei bekannten Mördern: Charles Manson, Lee Harvey Oswald und James Earl Ray.
- Thematisch ähnliche Gruselfilme, die von Puppen mit übernatürlichem Eigenleben handeln, sind Joey (1985) von Regisseur Roland Emmerich, Puppet Master (1989) von David Schmoeller, The Boy (2016) von Regisseur William Brent Bell und Annabelle (2014) von Regisseur John R. Leonetti.
- Auf dem Cover der Hardcore-Techno-Doppel-CD-Compilation Thunderdome 11 – The Killing Playground von 1995 ist die Mörderpuppe Chucky mit einem Messer in der rechten Hand abgebildet.